# Gryllotalpa pluvialis
Gryllotalpa pluvialis är en insektsart som först beskrevs av Mjoberg 1913.  Gryllotalpa pluvialis ingår i släktet Gryllotalpa och familjen mullvadssyrsor. Inga underarter finns listade i Catalogue of Life.